# Miska Buddy
Miska Buddy (ang. Buddha Bowl, także: miska mocy, miska z makrami, miska hippisów) – posiłek typu superfood złożony z różnych składników, podany w jednym naczyniu, zwykle misce lub półmisku.
Geneza nazwy wiąże się z postacią Buddy Siakjamuni, który nosił ze sobą miskę na jedzenie, jaką wieśniacy z mijanych osad napełniali takim jedzeniem, jakie akurat mieli dostępne. Inna teoria pochodzenia nazwy wiąże się z kształtem brzucha Śmiejącego się Buddy (dobrze wypełniona miska ma wypukłość na kształt tego brzucha). Jeszcze inna koncepcja zakłada, że danie wywodzi się z buddyjskiego wymogu równowagi, także w zakresie odżywiania.
Współczesna miska Buddy wypełniona jest zróżnicowanymi produktami, najczęściej w ¼ produktami zbożowymi (niekoniecznie związanymi z kręgiem buddyjskim), takimi, jak: ryż, kasza, kuskus, komosa ryżowa, czy makaron. W kolejnej ¼ miska powinna zawierać produkty białkowe, np. mięso (raczej chude), ryby, tofu, czerwona fasola, soczewica, ciecierzyca, czy jajka. Połowę miski winny wypełniać warzywa (sałata, w tym rukola, jarmuż, szpinak, marchew, grzyby, ziemniaki, bataty, awokado i inne) i różne dodatki, sosy (np. śmietanka, również wegańska, ailloli) czy przyprawy, np. sok z cytryny. Kompozycja miski zależy w pełni od upodobań konsumenta, także w zakresie obróbki termicznej składników, a zatem mogą one być surowe, smażone, grillowane lub gotowane.
Dobrze przygotowana miska Buddy jest w pełni zbilansowanym, bogatym w wartości odżywcze i estetycznym posiłkiem. Dzięki różnorodności składników (nawet w wersji wegańskiej), dostarcza organizmowi ludzkiemu wszystkich niezbędnych elementów. Witaminy i błonnik pochodzi z warzyw, zdrowe tłuszcze z oleju i pestek, węglowodany z kaszy i białka z warzyw strączkowych. 